# Rayman Bowling
Rayman Bowling est un jeu vidéo de bowling développé et édité par Gameloft, sorti en 2003 sur téléphone mobile.